# Йоахім-Вернер Бах
Йоахім-Вернер Бах (нім. Joachim-Werner Bach; 7 серпня 1918, Дрезден — 5 лютого 1981, Берлін) — німецький офіцер-підводник, оберлейтенант-цур-зее крігсмаріне.

## Біографія
9 жовтня 1937 року вступив на флот. З 1 грудня 1939 року — вахтовий офіцер в 1-й флотилії торпедних катерів. З квітня 1941 року — вахтовий і радіотехнічний офіцер 2-й флотилії торпедних катерів. З серпня 1941 року — командир взводу 1-го морського навчального дивізіону унтерофіцерів в Глюксбурзі. З квітня 1942 року — вахтовий і радіотехнічний офіцер на важкому крейсері «Адмірал Шеер», з липня 1942 року — на есмінці «Еріх Штайнбрінк». З 10 травня по 23 жовтня 1943 року пройшов курс підводника, з 2 лютого по 1 квітня 1944 року — курс позиціонування (радіовимірювання), з 1 квітня по травень 1944 року — курс командира підводного човна. В червні 1944 року переданий в розпорядження 1-го навчального дивізіону підводних човнів в Плені. 28 серпня 1944 року направлений на будівництво підводного човна U-1110. З 24 вересня 1944 року — командир U-1110. 14 травня 1945 року здався британським військам в Ліст-ауф-Зильт. 5 серпня 1945 року звільнений.

## Звання
- Кандидат в офіцери (9 жовтня 1937)
- Морський кадет (28 червня 1938)
- Фенріх-цур-зее (1 квітня 1939)
- Оберфенріх-цур-зее (1 березня 1940)
- Лейтенант-цур-зее (1 травня 1940)
- Оберлейтенант-цур-зее (1 січня 1943)

## Нагороди
- Залізний хрест
  - 2-го класу (1940)
  - 1-го класу (1943)
- Нагрудний знак есмінця (1941)
- Нагрудний знак флоту (1942)